# Galaktitol
Galaktitol jest alkoholem cukrowym, produkt redukcji galaktozy. Ma lekko słodki smak. U chorych na formę galaktozemii wywołaną brakiem galaktokinazy, gromadzący się galaktitol wykazuje działanie neurotoksyczne, wywołując zmętnienie soczewki oka (zaćmę).
Galaktitol powstaje z galaktozy w reakcji katalitycznej przez reduktazę aldozową.
Innym powszechnym zaburzeniem metabolizmu galaktozy jest brak urydylilotransferazy galaktozo-1-fosforanowej, autosomalnego zaburzenia recesywnego, które również powoduje gromadzenie się galaktitolu w wyniku zwiększonego stężenia galaktozo-1-fosforanu i galaktozy. Zaburzenie to prowadzi do hepatosplenomegalii i dysfunkcji poznawczych, a także zaćmy z powodu gromadzenia się galaktitolu.